# Важинський Володимир Михайлович
 Володимир Михайлович Важинський — український чиновник, науковець-юрист, виконувач обов'язків голови Тернопільської обласної державної адміністрації із 28 грудня 2023 року по 24 серпня 2024 року. Кандидат юридичних наук (2009), доктор юридичних наук (2024).

## Біографія

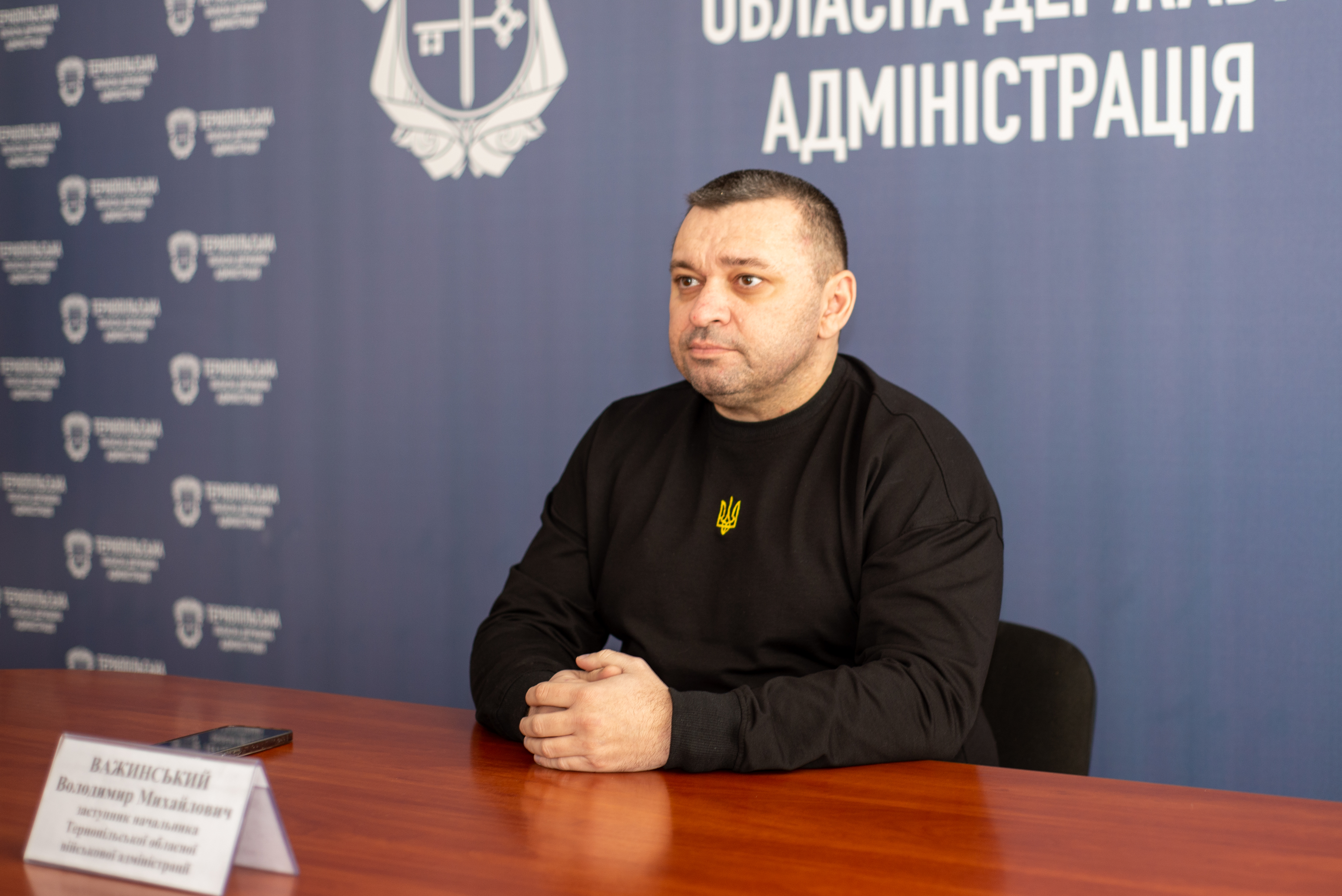
Важинський Володимир Михайлович

Освіта вища.
Науковий співробітник наукової лабораторії з проблем кадрового забезпечення і діяльності ОВС навчально-наукового інституту підготовки фахівців для підрозділу міліції громадської безпеки та Національної гвардії України Національної академії внутрішніх справ. Викладав на кафедрі права в Івано-Франківській філії Відкритого міжнародного університету розвитку людини «Україна», майор поліції.
Працював головним спеціалістом відділу земельно-правового забезпечення юридичного управління апарату Тернопільської обласної державної адміністрації, а згодом став заступником керівника апарату—начальником юридичного управління апарату Тернопільської обласної державної адміністрації.
З січня 2021 року — заступник голови Тернопільської обласної державної адміністрації.
З 28 грудня 2023 року — в.о. голови Тернопільської обласної державної адміністрації — в.о. начальника Тернопільської обласної військової адміністрації.